# Synagogen in Bamberg
In Bamberg bestanden vom Mittelalter an nacheinander mehrere Synagogen. Durch die Jahrhunderte hindurch waren und sind sie Zeichen auch für Siedlungspunkte der jüdischen Gemeinde in Bamberg.

## Erste Synagoge
Die Ansiedlung von Juden in Bamberg erfolgte im Kontext des wirtschaftlichen und politischen Aufschwungs in Folge der Bistumsgründung im Jahr 1007. Möglicherweise lebten zur Zeit des ersten Kreuzzugs 1096/97 bereits Juden dauerhaft in Bamberg. Der erste Siedlungsschwerpunkt jüdischen Lebens bildete der Judenhof, der in der damaligen Zeit verkehrsgünstig am Fuß des Kaulbergs im Gebiet zwischen dem Pfahlplätzchen, Lugbank, Schranne und Balthasargässchen lag. Im Mittelpunkt des Judenhofs lag die erste Synagoge (heute: Judenstraße 1).
Zwischen 1220 und den Pestpogromen 1348/49 wurde die Synagoge im Rahmen verschiedener Unruhen geplündert und zerstört, sodass sie immer wieder renoviert und neugebaut werden musste. 1422 wurde die Synagoge von Friedrich III. von Aufseß konfisziert. Nach der Enteignung und Vertreibung der Juden wurde an Stelle der Synagoge eine katholische Marienkirche errichtet, die erstmals 1428 belegt ist. Mitte des 15. Jahrhunderts entstand der heutige Gebäudekomplex. Nachdem das Gotteshaus 1803 säkularisiert worden war, diente es von 1946 bis 2008 als Kirche der Baptistengemeinde.

## Zweite Synagoge

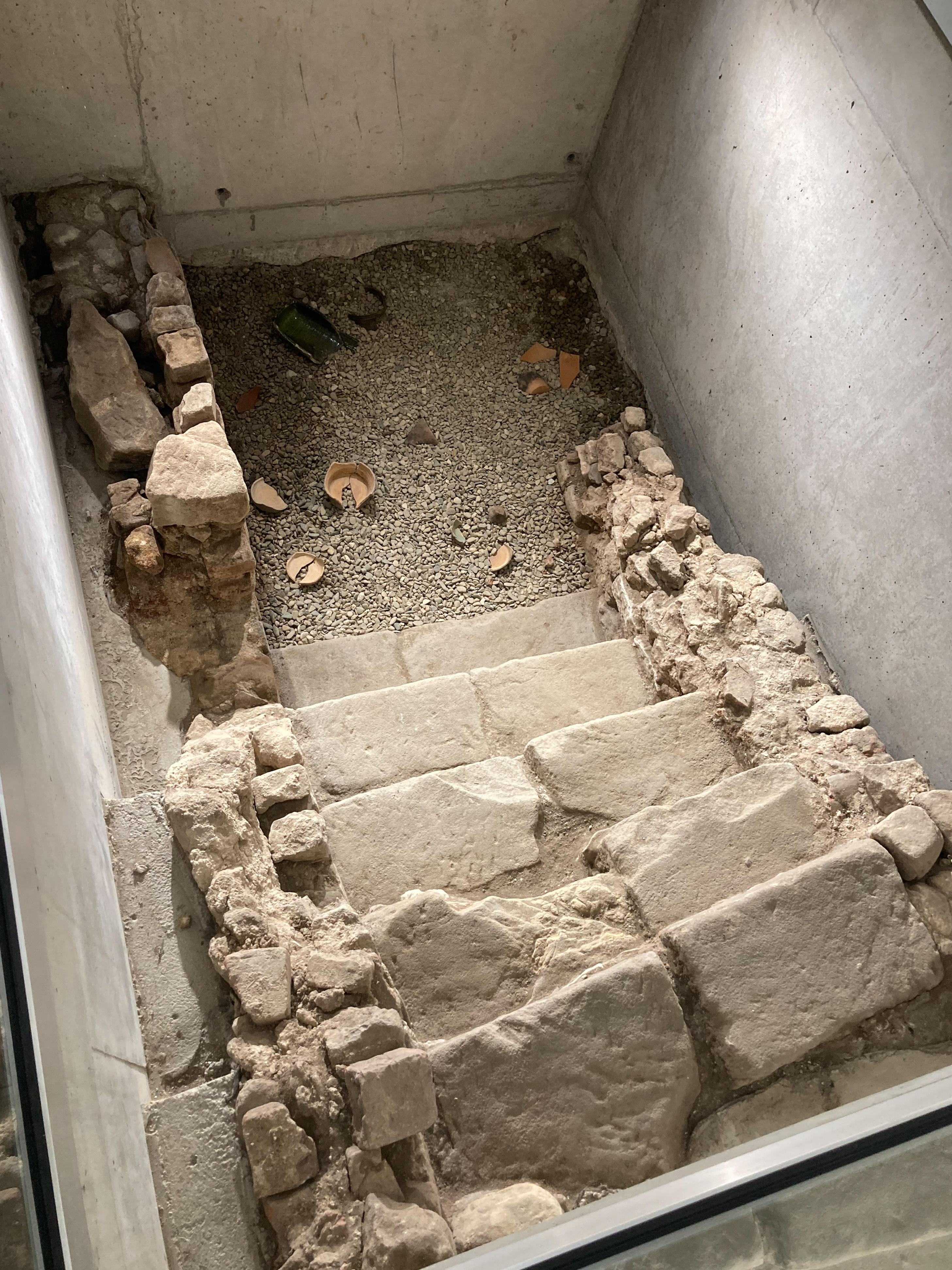
Mikwe in der Hellerstraße 13 (heute An den Stadtmauern 5–7), erstes Drittel des 15. Jahrhunderts

Die zweite Synagoge ist erstmals 1423 in der heutigen Hellerstraße belegt. Sie wurde zwischen 1430 und 1478 und dann möglicherweise von 1520 bis 1660 genutzt; dazwischen waren die Juden aus der Stadt vertrieben worden. Nachdem sich wieder Juden in Bamberg niedergelassen hatten, entstand der Bau in der Hellerstraße in einem Hintergarten – allerdings ist heute nicht gesichert, wo genau das Gebäude stand.
Die spätmittelalterliche, mit Grundwasser gespeiste Mikwe ist hingegen archäologisch nachgewiesen, diese wurde bei Ausgrabungen im Rückgebäude der Hellerstraße 13 entdeckt.

## Dritte und vierte Synagoge

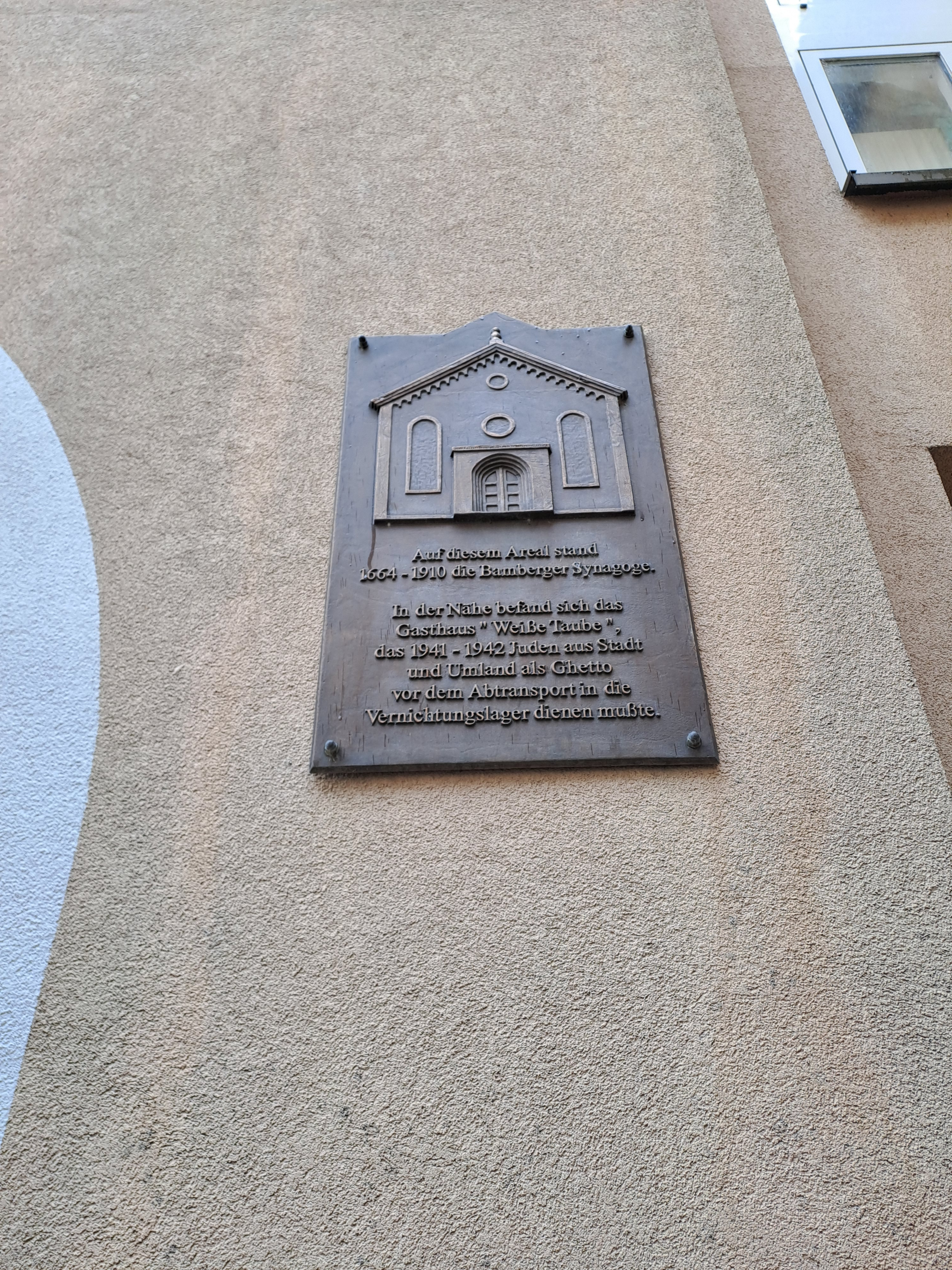
Hinweisschild zur dritten und vierten Bamberger Synagoge in den Theatergassen

Die dritte Synagoge entstand in der Generalsgasse Nummer 15. Die jüdische Gemeinde mietete dort 1565 einen Gebäudekomplex vom Freiherrn von Rotenhan als Synagoge und Gemeindezentrum. 1678 gingen diese Gebäude in den Besitz der Stadt Bamberg über, von der die Gebäude offiziell gemietet werden konnte. 1679 wurden die Gebäude erweitert und renoviert und 1694 konnte die jüdische Gemeinde alles käuflich erwerben. In ihrem letzten Ausbaustand von 1679 verfügte die Synagoge über eine Rabbinerwohnung, eine Männersynagoge und zwei Frauenabteilungen, die im Erd- und Obergeschoss übereinander angeordnet waren. Wahrscheinlich mussten die Gläubigen in die Männersynagoge fünf Stufen hinabsteigen. Dadurch war der Raumeindruck trotz restriktiver Bauauflagen in Bezug auf die Höhe großzügiger. Der Toraschrein war in die Ostwand der Synagoge eingelassen.
Bis 1853 wurde die Synagoge genutzt, bis sie endgültig zu klein geworden war. Der massive Umbau und die Erweiterung des Jahres 1853 wurde als eigenständiger Neubau bezeichnet und somit als vierte Synagoge betitelt. Ursprünglich waren für den Umbau der Synagoge Kosten in Höhe von 4800 Gulden veranschlagt. Letztlich betrugen die Kosten jedoch 8000 Gulden, die durch den Verkauf von Synagogensitzplätzen und den Armenfonds gesichert wurden. Am 3. Oktober 1852 erfolgte die feierliche Einweihung der Synagoge unter Teilnahme von Ehrengästen aus Religion, Verwaltung und Gesellschaft Bambergs. Die vierte Synagoge war gegenüber der dritten nach Süden und Westen vergrößert worden. In der Nordwand befanden sich in regelmäßigen Abständen Fenster und in der Ostwand war eine Toranische eingelassen. Links und rechts des Eingangs führten Treppen zu einer dreiseitig umlaufenden Frauenempore, die Platz für 85 Personen bot. Die Bänke für die Männer waren in zwei Blöcken aufgestellt und boten 108 Personen Platz. Die Bima war in Richtung Osten ausgerichtet. Sowohl der Einbau von Bänken als auch die Ausrichtung der Bima veranschaulichen die Abkehr von der orthodoxen Liturgie und den Einfluss der jüdischen Reform. Stilistisch war diese Synagoge eine Mischung von romanischen, maurischen und gotischen Elementen.
Durch die allgemeine Freizügigkeit für die bayerischen Juden 1861 wuchs die jüdische Gemeinde in Bamberg stark an. Dadurch wurde die Synagoge zu klein für die gesamte Gemeinde. Zur Jahrhundertwende konnte die Synagoge nicht einmal mehr die Hälfte der Gemeinde fassen. Daher mietete die Gemeinde zu Hohen Feiertagen die Zentralsäle an der Promenade oder das Vereinshaus der „Gesellschaft Ressource“.
Nach dem Neubau der fünften Synagoge verkaufte die jüdische Gemeinde das Haus an ein Elektroinstallationsgeschäft. Später wurde das Haus vom St. Otto-Verlag als Lagerhalle für Dampfmaschinen benutzt. Das Haus steht heute nicht mehr. Es wurde Opfer der Theatergassen-Neubauten in den 1980er Jahren. Hauptportal und Eingangstür wurden aufbewahrt und für den Neubau der der Synagoge in der Willy-Lessing-Straße verwendet. Die Umrahmung des Toraschreins wurde Teil des Denkmals für jüdische Gefallene des Ersten Weltkriegs im Taharahaus.

## Fünfte Synagoge

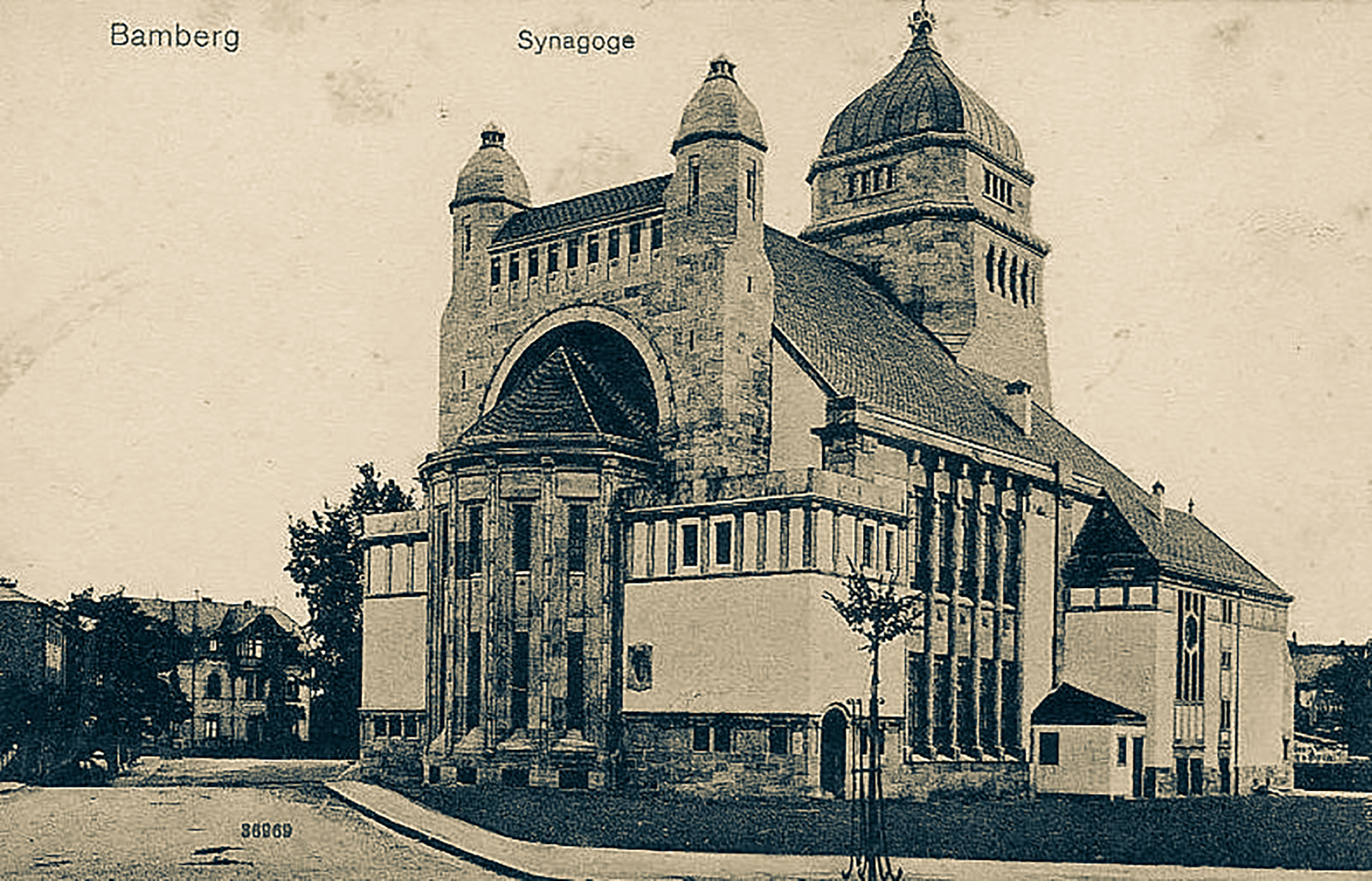
Bamberger Synagoge, 1910

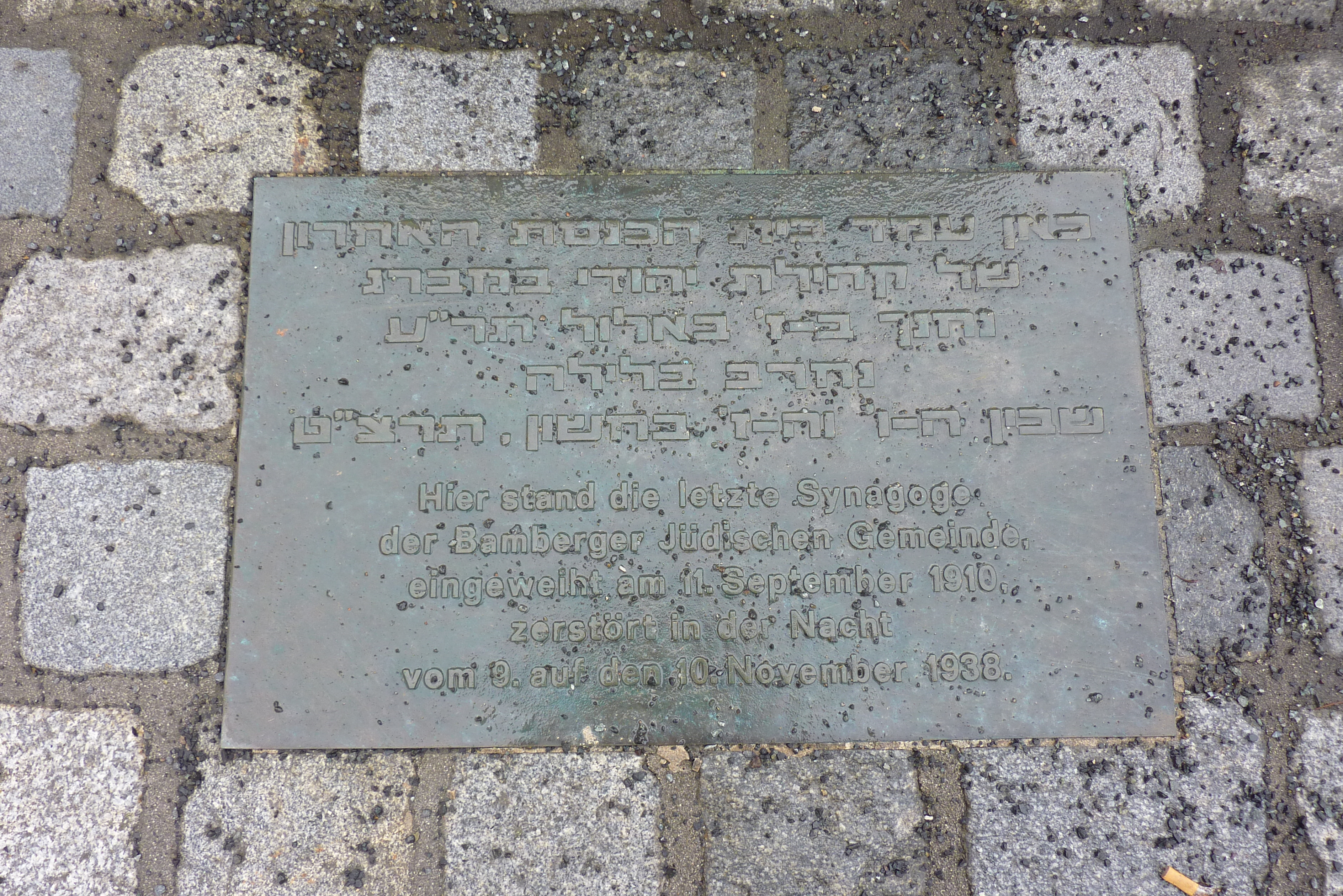
Gedenktafel an der Bamberger Synagoge in der Herzog-Max-Straße, Synagogenplatz

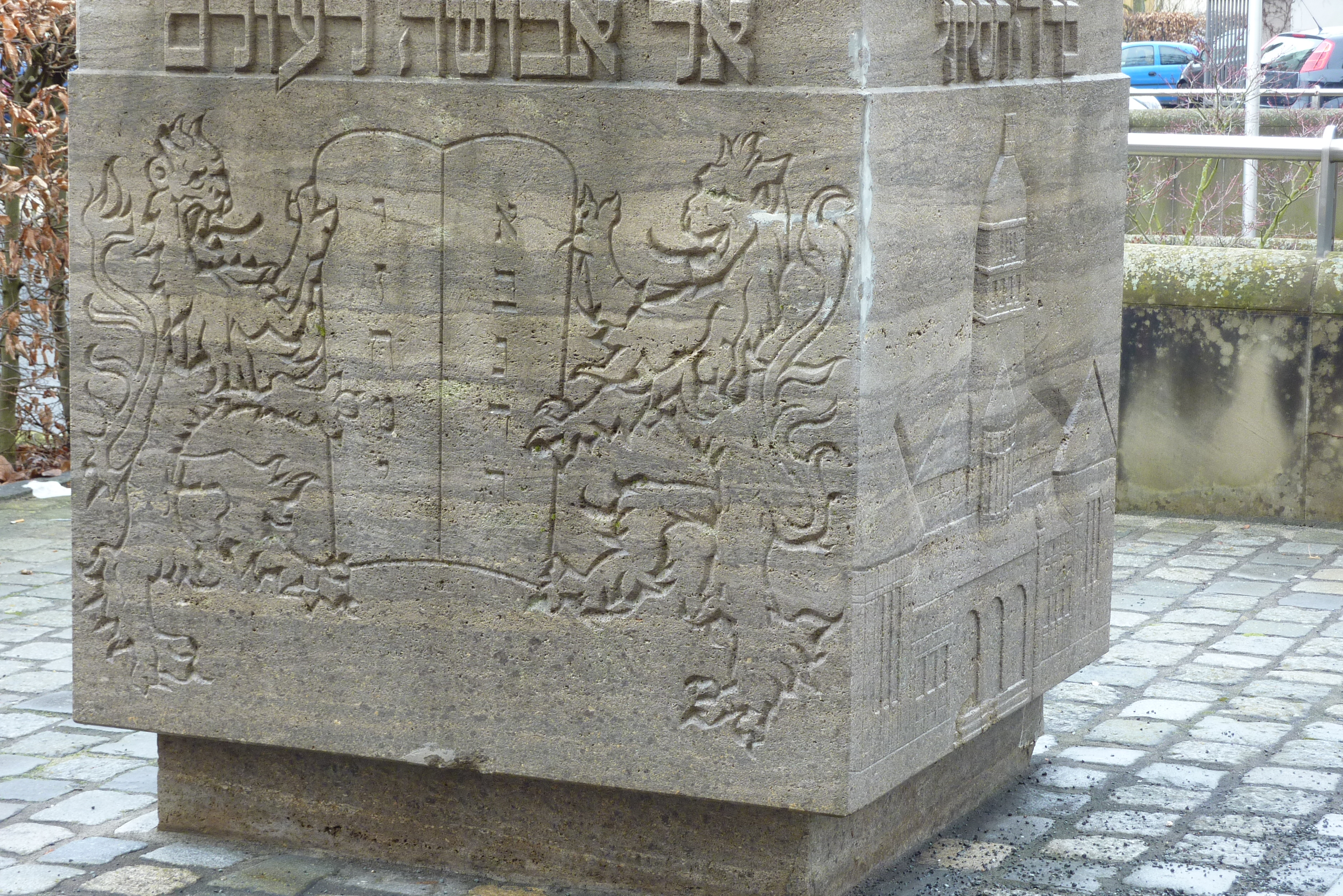
Gedenkstein an der Synagoge in der Herzog-Max-Straße, Synagogenplatz

Doch bereits 1910 war dieser Bau wiederum zu klein geworden, weshalb die jüdische Gemeinde vom Anmieten diverser Säle zu großen Festen absah und einen weiteren Neubau plante. Dazu kaufte die jüdische Gemeinde ein Grundstück an der Ecke Urbanstraße/Herzog-Max-Straße von der Stadt Bamberg. Unter großem Spendenaufkommen aus der (auch nichtjüdischen) Bevölkerung wurde in der Herzog-Max-Straße in den Jahren von 1908 bis 1910 nach den Plänen von Johannes Kronfuß die fünfte Synagoge, ein großes würdiges Gebäude, gebaut. Die Genehmigung für den Neubau wurde am 31. Juli 1908 erteilt. Anfang November 1908 erfolgte der erste Spatenstich. 1909 war der Rohbau fertiggestellt und 1910 wurde der Bau der Synagoge vollendet. Die Synagoge wurde am 11. September 1910 von Rabbiner Adolf Eckstein unter Anwesenheit von Vertretern aus Politik, Religion und Gesellschaft geweiht. Das Bamberger Tagblatt schrieb damals zur Eröffnung am 11. September 1910:

„So tuen diese von genialer Hand zur architektonischen und monumentalen Schönheit und Zierde der ganzen Stadt zusammengefügten Steine weitredend Zeugschaft ablegen.“

 Eine Schwierigkeit bei der Planung stellte die dreieckige Form des Grundstücks dar. Die Ausrichtung der Synagoge erfolgte auf die Ostseite. Diese Seite war jedoch an der kurzen Grundstücksgrenze gelegen. Der Turm der Synagoge ragte 37 Meter in die Höhe und war von weitem gut sichtbar. Im Synagogengebäude gab es eine kleine Wochentagssynagoge, einen Trausaal, eine Hausmeisterwohnung, Sanitärräum und später eingebaute Verwaltungsräume. Der große Saal der Männersynagoge verfügte über Bankreihen in vier Blöcken und bot insgesamt Sitzplätze für 370 Personen. An der Ostseite befand sich die Bima und der Toraschrein.
Während der Pogrome vom 9. auf den 10. November 1938 wurde sie unter Bürgermeister und Kreisleiter Lorenz Zahneisen niedergebrannt und der Vorsitzende der jüdischen Gemeinde, Willy Lessing, beim Versuch, die Torarollen zu retten, vom Mob tödlich verletzt. Die Bamberger Feuerwehr wurde an den Löscharbeiten gehindert. Die Synagogenruine wurde ein Jahr später auf Kosten der jüdischen Bevölkerung abgebrochen. Zahneisen wurde nach dem Krieg wegen Landfriedensbruch und Brandstiftung verurteilt.

## Sechste und siebte Synagoge
Nach Kriegsende wurden zunächst Synagogen im DP-Lager in der ehemaligen Ulanenkaserne in der Nürnberger Straße und in der frühen Gaststätte „Weiße Taube“ am Zinkenwörth eingerichtet. Durch die Auswanderung der meisten Juden verringerte sich die Anzahl der Gemeindemitglieder schnell. Etwa 40 jüdische Familien blieben in Bamberg und bildeten den Kern der späteren jüdischen Gemeinde. Zunächst wurde ein Betsaal im Gebäude Promenade 4 eingerichtet. Nach Umbau und Vergrößerung des Gebäudes zog die Gemeinde 1963 schließlich in die Stadtvilla in der Willy-Lessing-Straße 7, die 1870 vom Baumeister Georg II. Hofbauer errichtet wurde. In diesem Gebäude befindet sich ein Betsaal für 40 bis 50 Personen und Veranstaltungs- und Unterrichtsräume.
Aufgrund des Zuzugs von Kontingentflüchtlingen wuchs die jüdische Gemeinde auf etwa 900 Gemeindemitglieder an. Dadurch war der Ausbau des Gemeindezentrums erforderlich, das den Bedürfnissen einer stark gewachsenen Gemeinde gerecht werden konnte. Dazu wurde das Gelände der Nähseidenfabrik Kupfer, Hesslein & Co., das sich im Hinterhof des bisherigen Gemeindezentrums befindet, genutzt. Geplant wurde das neue Gemeindezentrum vom Architekten Jürgen Rebhan. Unterstützt wurde der Bau des Gemeindezentrums unter anderem durch den Freistaat Bayern, den Bezirk Oberfranken und die Stadt Bamberg. Der Beginn der Baumaßnahmen erfolgte am 28. April 2003. Am 9. November desselben Jahres erfolgte die Grundsteinlegung. Am 1. Juni 2005 konnte die israelitische Kultusgemeinde Bamberg schließlich ihre siebte Synagoge einweihen, die den Namen Or Chajim („Licht des Lebens“) erhielt. Das fertige Gemeindezentrum umfasst eine Synagoge, Mikwe, Sukka, Saal, Lehrhaus und weitere Infrastruktur. Der Synagogenraum ist aufgrund des Gebäudegrundriss des Vorgängerbaus in Nord-Süd-Richtung und nicht, wie für Synagogen üblich in Ost-West-Richtung, ausgerichtet. Da der Toraschrein auf der Ostseite ist, ist die Gemeinde beim Gottesdienst nicht auf diesen ausgerichtet. Die Frauenempore ist, anders als in orthodoxen Gemeinden, nicht durch eine Trennwand von den Männern getrennt. Die Bima ist jedoch anders als in Reformgemeinden nicht in Richtung der Gemeinde ausgerichtet, sondern auf den Toraschrein. Dadurch wird das Selbstverständnis der Israelitischen Kultusgemeinde Bamberg als konservativ geprägte Einheitsgemeinde sichtbar. Die Gemeinde kann nicht eindeutig einer Strömung innerhalb des Judentums zugeordnet werden. Die Einrichtung der sechsten Synagoge wurde zur Nutzung als Werktagssynagoge in den neuen Gebäudekomplex übernommen.